# 三誠 (アパレル)
三誠株式会社（さんせい）は、東京都墨田区石原にある企業。婦人下着の企画、製造、卸売を手がける。

## 概要
東京都墨田区石原2丁目11番9号に本拠を置く。
1969年、杉並区下井草で創業。1971年11月、墨田区両国に「三誠株式会社」として設立した。1979年9月、台東区鳥越に移転。1989年11月に現在の場所へと移転した。
婦人向けの肌着、ランジェリー、ファンデーション、ルームウェア（部屋着）等の企画、製造、卸売を行っている。ランジェリーは創業時から製造しており、現在でも婦人デザインショーツが50%、婦人インナーウェア、ブラジャーが50%の生産比率である。
カタログ販売やチェーンストア（しまむら、イオン、イトーヨーカ堂、ユニーなど）向けのOEMを多数受託生産している。また、ハローキティを始めとするサンリオキャラクターや、アニメ、ゲームなどとコラボレーションしたキャラクター商品も手がける。2013年にはアニメーション映画「ヱヴァンゲリヲン新劇場版:破」の劇中で式波・アスカ・ラングレーが着用していた下着セット（キャミソール、ショーツ、専用ポーチ）を発売した。

## 製品・ブランド
- T.S.L：20～32歳向けのカジュアルブランド。
- つるりんブラ：30代ヤングミセス向けのナチュラルブランド。
- 制服ブラ：小学校高学年～中学生向けのジュニアブラ、ジュニアショーツ。
- ぐっすりん：10代後半～30代前半向けのナイトウェア。
- Secret make：35歳前後向け。[5]

## 事業所
- 所在地：〒130-0011 東京都墨田区石原2丁目11番9号
- 工場：
  - 中華人民共和国広東省中山市四路柴馬嶺段東区第一工業村3棟5楼
  - 中華人民共和国広東省東莞市茶山鎮吉街工業区吉祥南路[1]